# Северный (Горячий Ключ)
Се́верный — хутор в муниципальном образовании «город Горячий Ключ» Краснодарского края. Входит в состав Саратовского сельского округа.

## География
Хутор расположен на севере городского округа Горячий Ключ, на левом берегу реки Большой Дыш, у границы края с республикой Адыгея. Находится в 25 км к северу от города Горячий Ключ и в 27 км к югу от Краснодара. Средние высоты составляют 57 метров над уровнем моря.
В селе всего одна улица — Северная.
Населённый пункт находится между хутором Псекупс на севере и линией Северо-Кавказской железной дороги на юге. К востоку от хутора проходит федеральная автотрасса М-4.
Ныне Северный фактически слился с хутором Псекупс республики Адыгея и является его юго-восточной окраиной. Граница между двумя населёнными пунктами проходит по улице Северная.

## Население
| 2002 | 2010 |
| ---- | ---- |
| 35   | ↗49  |

Национальный состав
По данным Всероссийской переписи населения 2010 года:
| Народ   | Численность, чел. | Доля от всего населения, % |
| ------- | ----------------- | -------------------------- |
| русские | 31                | 63,3 %                     |
| адыги   | 17                | 34,7 %                     |
| другие  | 1                 | 2,0 %                      |
| всего   | 49                | 100 %                      |

## Инфраструктура
Сельское хозяйство.

## Транспорт
Автомобильный и железнодорожный транспорт.